# Châteauneuf-d’Oze
Châteauneuf-d’Oze ist eine französische Gemeinde im Département Hautes-Alpes in der Region Provence-Alpes-Côte d’Azur. Sie gehört zum Kanton Veynes im Arrondissement Gap. Sie grenzt im Norden an Furmeyer, Montmaur und Manteyer, im Nordosten an Pelleautier, im Osten an Sigoyer, im Süden an Esparron, im Südwesten an Saint-Auban-d’Oze sowie im Nordwesten an Veynes.

## Bevölkerungsentwicklung

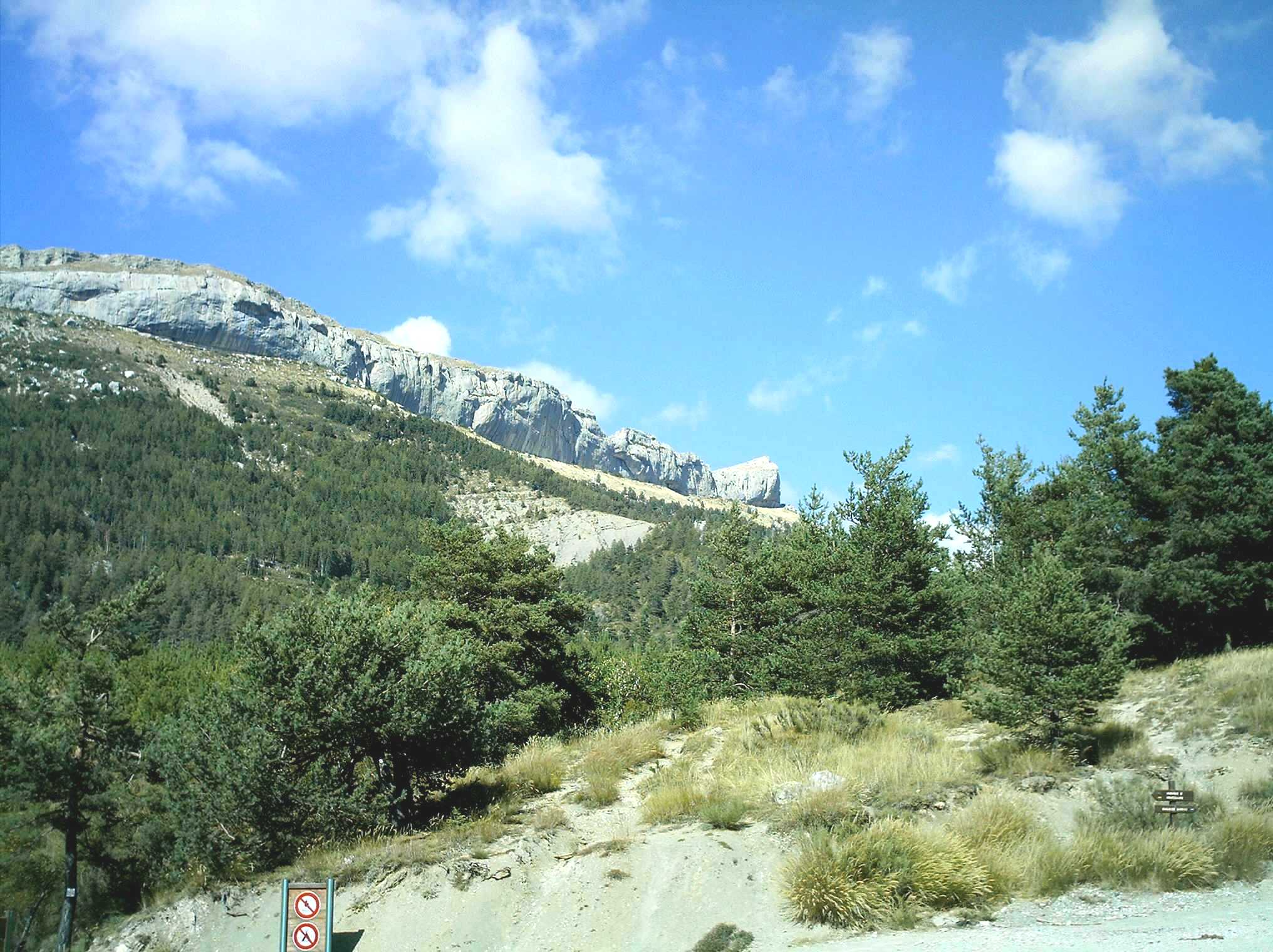
Col de Guérins, ein 1312 m hoher Pass

| Jahr      | 1962 | 1968 | 1975 | 1982 | 1990 | 1999 | 2006 | 2012 |
| --------- | ---- | ---- | ---- | ---- | ---- | ---- | ---- | ---- |
| Einwohner | 44   | 28   | 18   | 26   | 24   | 14   | 27   | 25   |